# Глобасниц
Глобасниц (нем. Globasnitz) — коммуна (нем. Gemeinde) в Австрии, в федеральной земле Каринтия.
Входит в состав округа Фёлькермаркт.  Население составляет 1663 человека (на 31 декабря 2005 года). Занимает площадь 38,43 км². Официальный код  —  2 08 07.

## Политическая ситуация
Бургомистр коммуны — Пауль Робниг (СДПА) по результатам выборов 2003 года.
Совет представителей коммуны (нем. Gemeinderat) состоит из 15 мест.
- СДПА занимает 6 мест.
- Партия EL занимает 5 мест.
- parteilos: 4 места.